# گارناهوویت
گارناهوویت (به ارمنی: Գառնահովիտ) یک روستا در ارمنستان است که در استان آراگاتسوتن واقع شده‌است. گارناهوویت در ۶۳ کیلومتری شمال غرب آشتاراک، مرکز استان آراگاتسوتن واقع شده‌است.

## خصوصیات
گارناهوویت ۴۴۰ نفر جمعیت دارد و در ارتفاع ۲۱۳۶ (۲۱۵۰) متر بالاتر از سطح دریا قرار گرفته‌است.
| سال   | ۱۸۳۱ | ۱۸۹۷ | ۱۹۲۶ | ۱۹۳۹ | ۱۹۵۹ | ۱۹۷۰ | ۱۹۷۹ | ۲۰۰۱ | ۲۰۰۴ |
| جمعیت | ۷۰   | ۶۶۹  | ۶۳۶  | ۹۱۶  | ۶۳۷  | ۶۹۲  | ۵۰۳  | ۴۴۰  | ۵۰۸  |